# Callionymus petersi
Callionymus petersi, tên thông thường là cá đàn lia Peters, là một loài cá biển thuộc chi Callionymus trong họ Cá đàn lia. Loài này được mô tả lần đầu tiên vào năm 2016, được đặt theo tên của nhà tự nhiên học người Đức, Wilhelm Peters.

## Phân bố và môi trường sống
C. petersi có phạm vi phân bố ở Tây Thái Bình Dương. Loài này chỉ được biết đến ở phía bắc New Ireland (khoảng giữa phía tây bắc đảo New Hanover và ngoài khơi Kavieng), Papua New Guinea (một phần của biển Bismarck). C. petersi thường được tìm thấy trên đáy cát, ở độ sâu từ 155 đến 207 m.

## Mô tả
Chiều dài tối đa được ghi nhận ở C. petersi là khoảng 9 cm, thuộc về một cá thể đực. C. petersi là loài dị hình giới tính: vây lưng của cá đực vươn cao hơn so với cá cái, vây hậu môn và vây đuôi của cá đực cũng dài hơn của cá cái. Màu sắc khi còn tươi của các mẫu vật: Đầu và thân màu nâu nhạt; bụng màu trắng. Lưng có những chấm trắng; phía trước có các đốm lớn màu vàng. Mõm màu nâu nhạt. Mắt màu xanh lam đậm, viền vàng. Hai bên thân (ở phía dưới đường bên) có một hàng đốm lớn màu nâu. Vây lưng thứ nhất màu vàng với một đốm đen trên màng thứ hai và thứ ba, bao quanh bởi viền trắng (cá đực), hoặc chỉ có đốm đen trên màng thứ 3 (cá mái). Vây lưng thứ hai màu vàng, có đốm nhỏ màu xám ở cá cái. Vây hậu môn màu trắng: rìa màu đen ở cá đực và đốm đen trên mỗi tia vây ở cá cái. Vây đuôi màu vàng ở trên và trắng ở dưới, 2/3 phía trên có các hàng đốm nâu; rìa dưới màu xám đen. Vây bụng màu trắng nhạt, có các tia vàng. Vây ngực màu trắng nhạt.
Số gai ở vây lưng: 4; Số tia vây mềm ở vây lưng: 8; Số gai ở vây hậu môn: 0; Số tia vây mềm ở vây hậu môn: 8; Số tia vây mềm ở vây ngực: 17; Số gai ở vây bụng: 1; Số tia vây mềm ở vây bụng: 5.